# Ґрант Імахара
Ґрант Масару Імахара (англ. Grant Masaru Imahara; 23 жовтня 1970 — 13 липня 2020) — американський інженер електротехніки, робототехніки, телеведучий програми «Руйнівники міфів» (англ. MythBusters), де займався розробкою, виготовленням та експлуатацією складних у технічному плані приладів і пристроїв, які вимагають комп'ютерного забезпечення.

## Біографія
Ґрант Імахара народився 23 жовтня 1970 року в Лос-Анджелесі, Каліфорнія. Отримав ступінь бакалавра в галузі електротехніки в Університеті Південної Каліфорнії. Пробував свої сили в галузі кіносценаристики. Брав участь у ряді телевізійних та кінопроєктів. Протягом 2005—2014 років був співведучим телепрограми «Руйнівники міфів».
Ґрант Імахара помер 13 липня 2020 року в 49-річному віці від аневризми судин головного мозку.